# Aeropuerto Internacional de Kalamazoo-Battle Creek
El Aeropuerto Internacional de Kalamazoo-Battle Creek (en inglés, Kalamazoo/Battle Creek International Airport) (IATA: AZO, OACI: KAZO, FAA LID: AZO) es un aeropuerto público situado a seis kilómetros al sureste del centro financiero de Kalamazoo, una ciudad del Condado de Kalamazoo, Míchigan, Estados Unidos. El aeropuerto también se sitúa cerca de la localidad de Battle Creek.

## Aerolíneas y destinos
| Aerolíneas                                         | Destinos                        |
| -------------------------------------------------- | ------------------------------- |
| American Eagle                                     | Chicago-O'Hare                  |
| AmericanConnection operado por Chautauqua Airlines | Chicago-O'Hare                  |
| Delta Connection operado por Pinnacle Airlines     | Detroit, Minneapolis−Saint Paul |